# 劉秀暐
劉秀暐，為臺灣的客語流行歌手。1997年發行首張專輯《相思苦問蒼天》。2006年以簡單个歌專輯入圍金曲獎最佳客語演唱人獎。

## 專輯列表
- 1997年 相思苦問蒼天
- 1997年 客家妹仔
- 2000年 露水情侶
- 2005年 簡單个歌
- 2006年 紅塵有夢[1]